# ويليام هارفي كلير
ويليام هارفي كلير هو سياسي كندي، ولد في 1874 في أوتاوا في كندا، وتوفي في 26 فبراير 1956 في ساسكاتون في كندا.